# Jing'an, Shanghai
Jing'an är ett stadsdistrikt i centrala Shanghai i östra Kina. År 2015 införlivades distriktet Zhabei i Jing'an.
Jing'an är indelat i tretton stadsdelsdistrikt (jiedao) och en köping (zhen):
Stadsdelsdistrikt:

- Baoshanlu (宝山路街道)
- Beizhan (北站街道)
- Caojiadu (曹家渡街道)
- Daninglu (大宁路街道)
- Gonghexinlu (共和新路街道)
- Jiangninglu (江宁路街道)
- Jing'ansi (静安寺街道)
- Linfenlu (临汾路街道)
- Nanjingxilu (南京西路街道)
- Pengpuxincun (彭浦新村街道)
- Shimen'erlu (石门二路街道)
- Tianmuxilu (天目西路街道)
- Zhijiangxilu (芷江西路街道)

Köpingar:
- Pengpu (彭浦镇)